# Problema sinóptico
La gran similitud literaria entre los evangelios sinópticos (Lucas, Marcos y Mateo) lleva a la necesidad de una investigación profunda de su
interrelación redaccional, palabras comunes y fuentes literarias u orales en una búsqueda por determinar la dependencia o independencia de los textos entre sí.

## La importancia del Problema Sinóptico
Varias son las soluciones propuestas al problema sinóptico, y todo estudio crítico sobre los evangelios, el cristianismo primitivo o el Jesús histórico debe fundarse en alguna de las soluciones propuestas. El grado de veracidad histórica de estas hipótesis iniciales afectará en forma significativa a la validez de las conclusiones de los estudios realizados.

## Hipótesis más importantes

### Hipótesis de las dos fuentes
Utiliza la hipótesis de originalidad de Marcos para resolver la triple tradición, en donde Lucas y Mateo utilizan a Marcos como fuente literaria. También Lucas y Mateo utilizan la hipotética Fuente Q para resolver la doble tradición (Material encontrado en Lucas y Mateo que no se encuentra en Marcos).

### Hipótesis de Griesbach (los 2 evangelios)
Define la triple tradición en que Marcos sirve como fuente literaria para las partes en que acuerdan Lucas y Mateo y la doble tradición postula que Lucas utiliza como fuente literaria a Mateo.

### Hipótesis de Farrer
Postula la originalidad de Marcos para la triple tradición y a Mateo como fuente de Lucas para la doble tradición.

### Hipótesis Agustiniana
Esta hipótesis es la solución más cercana al pensamiento de los Padres de la iglesia y sostiene la originalidad de Marcos para la triple tradición, y a Mateo como fuente de Lucas para la doble tradición.